# Lebrón (España)
Lebrón es una aldea española situada en la parroquia de Saá, del municipio de Puebla del Brollón, en la provincia de Lugo, Galicia.

## Geografía
Está situada a 532 metros de altitud junto al río Lebrón, donde confluyen los arroyos de Covadelas y A Travesa. 

## Demografía
| Gráfica de evolución demográfica de Lebrón entre 2000 y 2020 |
|                                                              |
| Datos según el nomenclátor publicado por el INE.             |

## Patrimonio
- Molino de Lebrón.

## Festividades
El patrón de la aldea es San Vitoiro, y cada año se celebra una romería el 27 de agosto en una capilla situada a unos kilómetros de la localidad. 